# St. Louis Scullin Steel Football Club

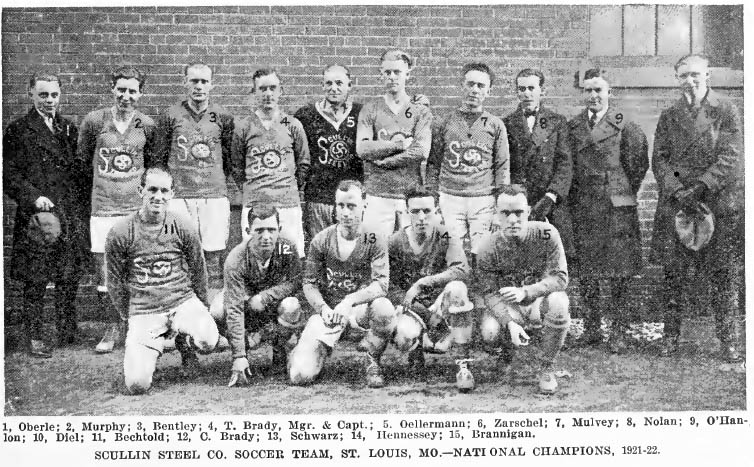
O time que venceu a U.S. Open Cup de 1922.

St. Louis Scullin Steel foi um clube americano de futebol fundado em St. Louis, Missouri, em 1918. Passou sete temporadas no St. Louis Soccer League, ganhando três títulos da liga e uma National Challenge Cup .

## História
Em 1918, o St. Louis Scullin Steel entrou para a St. Louis Soccer League. Logo em sua primeira temporada, ganhou o título da competição. Ele voltou na temporada de 1920-1921 para levar o título da liga pela segunda vez. Naquele ano, a Scullin Steel também foi para o campeonato National Challenge Cup de 1921, perdendo por 4 a 2 para o Brooklyn Robins Dry Dock . Scullin Steel repetiu o título de campeão da liga para a temporada 1921-1922 e venceu a National Challenge Cup de 1922 na vitória por 3-2 sobre o Todd Shipyards . Enquanto terminava em segundo lugar na classificação da liga na temporada seguinte, a Scullin Steel foi para a terceira final consecutiva da Challenge Cup . Desta vez, perdeu para o Paterson FC após o primeiro jogo terminar empatado por 2-2. Scullin Steel optou por retornar a St. Louis quando vários jogadores deixaram o time para ingressar em seus times profissionais de beisebol.  Scullin terminou em terceiro na classificação da liga nas duas temporadas seguintes e em 1925 não entrou na Challenge Cup depois que a American Soccer League e a St. Louis Soccer League decidiram boicotá-la. 